# Donderdag Meppeldag

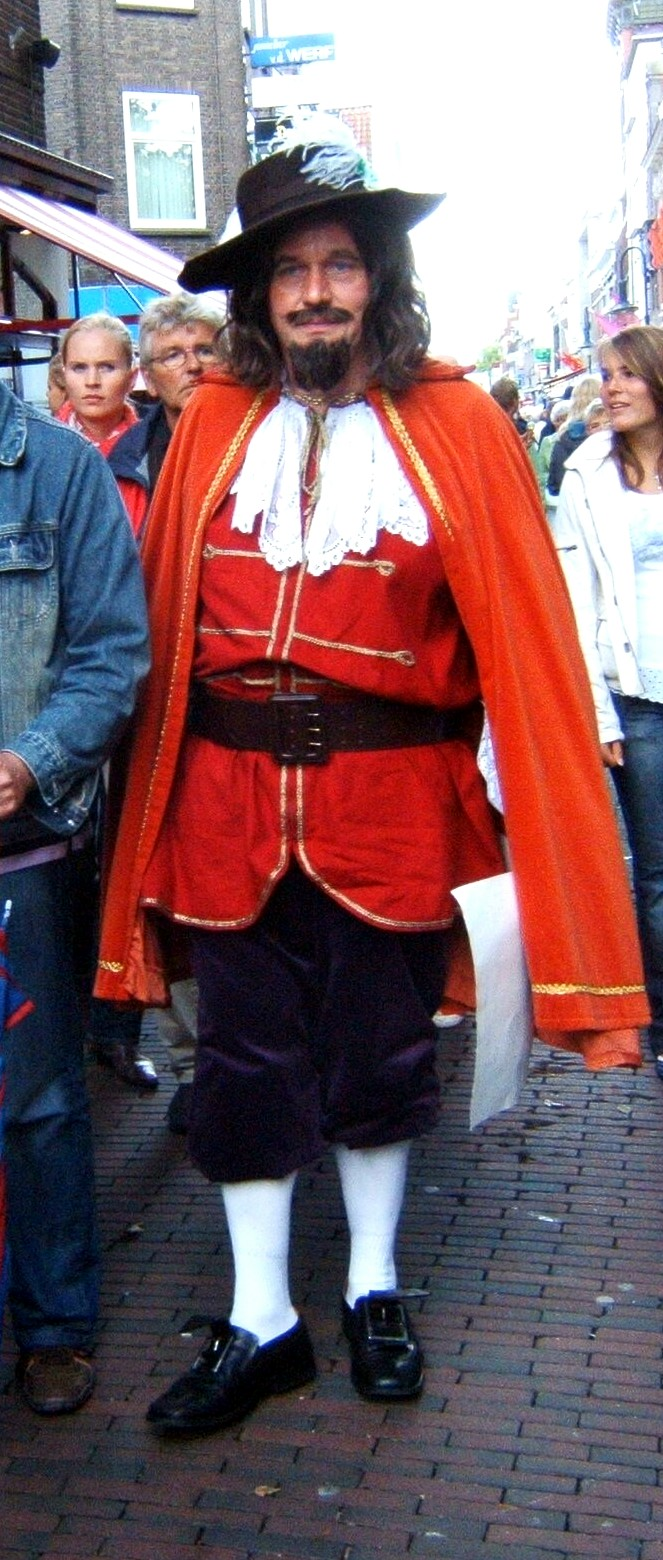
De stadsomroeper van Meppel (2007)

Donderdag Meppeldag (afkorting: DMD) is een toeristisch evenement dat jaarlijks in de zomervakantie op zes achtereenvolgende donderdagen in de Nederlandse stad Meppel wordt gehouden. Het evenement wordt georganiseerd door Stichting Donderdag Meppeldag.

## Geschiedenis
De eerste Donderdag Meppeldag werd gehouden in 1960. Het evenement kreeg in 2006 in de Kunsthal in Rotterdam uit handen van burgemeester Ivo Opstelten namens de jury de onderscheiding 'Beste Regio-Evenement 2006'.

### Pleinenfestival
In 2022 ontstond er ophef onder bewoners door het annuleren van het gebruikelijke pleinfeest, wat ieder jaar plaatsvond op de diverse pleinen in Meppel. De gemeente zette wegens geldproblemen een streep door dit programma-onderdeel. Vanwege de coronapandemie waren de edities van 2020 en 2021 ook afgelast. In 2023 keerde het pleinfeest terug in originele vorm.

## Vaste activiteiten
Jaarlijks terugkerende activiteiten zijn:
- Kinderrommelmarkt voor kinderen van 7 t/m 12 jaar op alle zes de ochtenden
- Straattheater met wisselende artiesten op een van de donderdagen
- Pleinenfestivals met livemuziek op het Kerkplein, de Groenmarkt, Stoombootkade en de Wheem met muziek en dans
- Rondritten door de stad met wegtreintje Bello
- Meppeler toren beklimmen
- Stadsomroeper
- Marktorgelconcert en middagpauzedienst in de Grote Kerk
- Grachtenconcerten tijdens de eerste vijf donderdagavonden op een drijvend ponton aan de Sluisgracht nabij de molen de Vlijt
- Grote optocht van versierde wagens, van bedrijven en verenigingen uit Meppel en omstreken met diverse muziekkorpsen en een showband op de laatste donderdagavond
- Wekelijks markt

## Thema's
Iedere Donderdag Meppeldag heeft een eigen thema. Verschillende van deze thema's keren jaarlijks terug, zoals de Amsterdamse dag, het Straatheaterfestival en de Internationale dag. Andere thema's zijn nieuw en worden bij succes geprolongeerd.